# 406 до н. е.

## Події
- Карфагенський полководець Гімількон захопив Акрагант та взяв у облогу Гелу і Сіракузи.
- Спартанський полководець Лісандр в ході Пелопоннеської війни захопив Кедрії і взяв в облогу Теос.
- Закінчено будівництво Ерехтейона — храма на місці суперечки Афіни та Посейдона-Ерехтея на Акрополі в Афінах за право володіти Аттикою.
- Публій Корнелій Рутіл Косс (вдруге) і Нумерій Фабій Амбуст обрані консулами Римської республіки.

## Померли
- Евріпід — давньогрецький поет-драматург.
- Софокл — давньогрецький трагік, драматург.
- Ганнібал Магонід — карфагенський полководець і державний діяч кінця V століття до н. е., син останнього онука Магона Великого Гісгона, небіж Ганнона Мореплавця.

| рік | Це незавершена стаття про рік. Ви можете допомогти проєкту, виправивши або дописавши її. |